# Berthold-Beitz-Boulevard

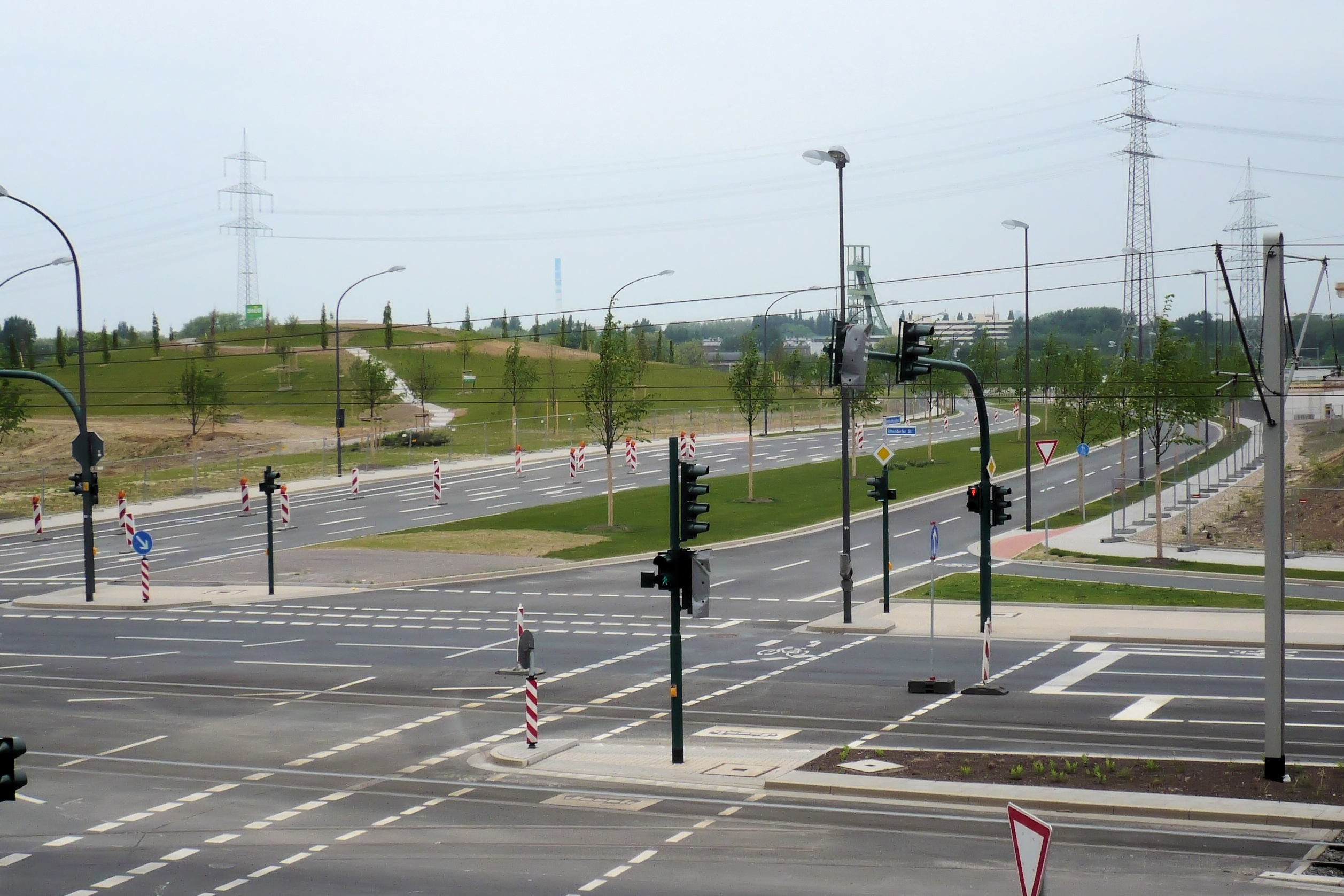
Erstes fertig gestelltes Teilstück des Berthold-Beitz-Boulevards zwischen Altendorfer Straße und Pferdebahnstraße, links der Krupp-Park, Mai 2009

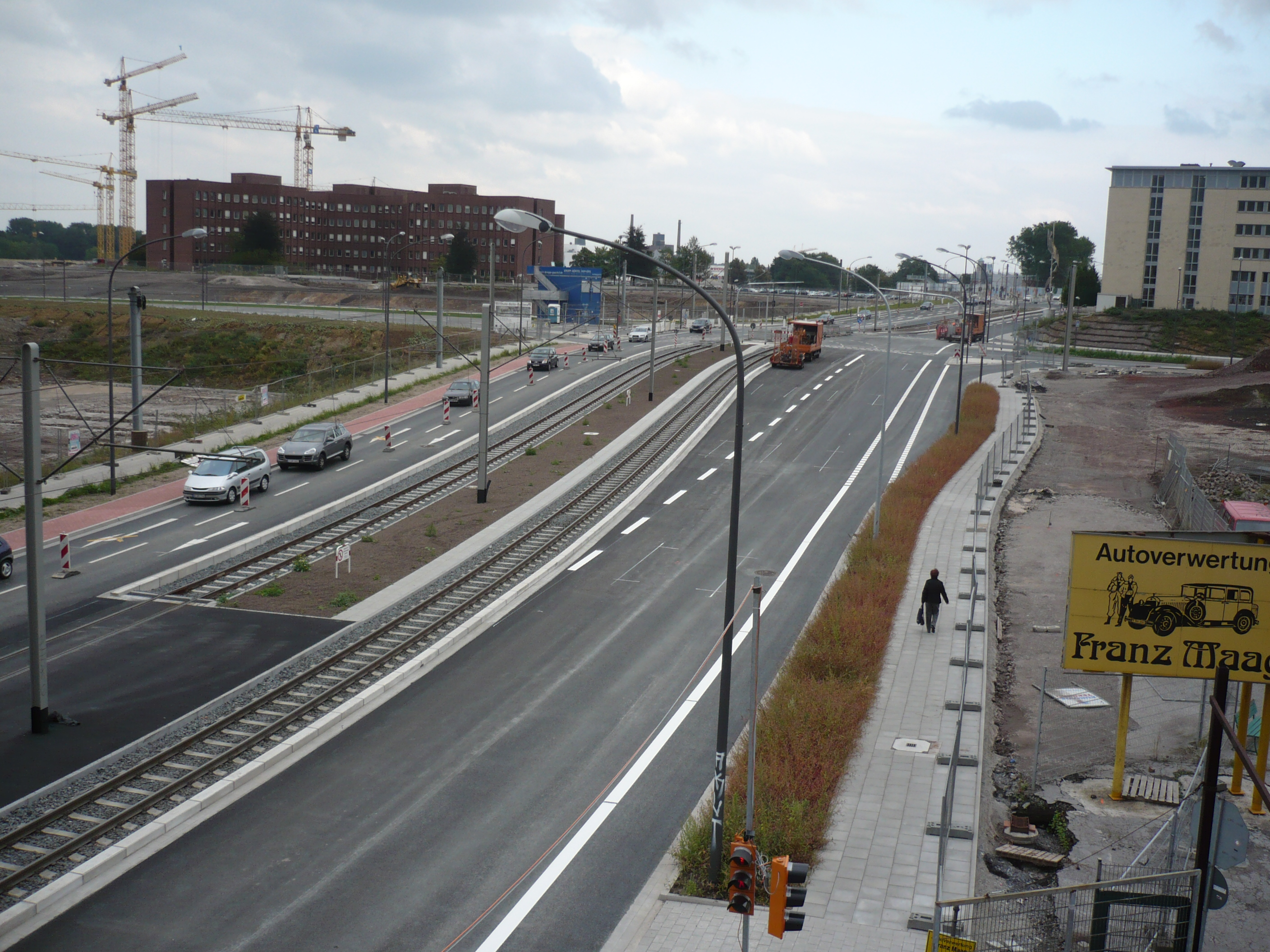
Altendorfer Straße mit Kreuzung zum Berthold-Beitz-Boulevard im Bau, rechts Finanzamt, links Krupp-Verwaltungsgebäude, September 2008

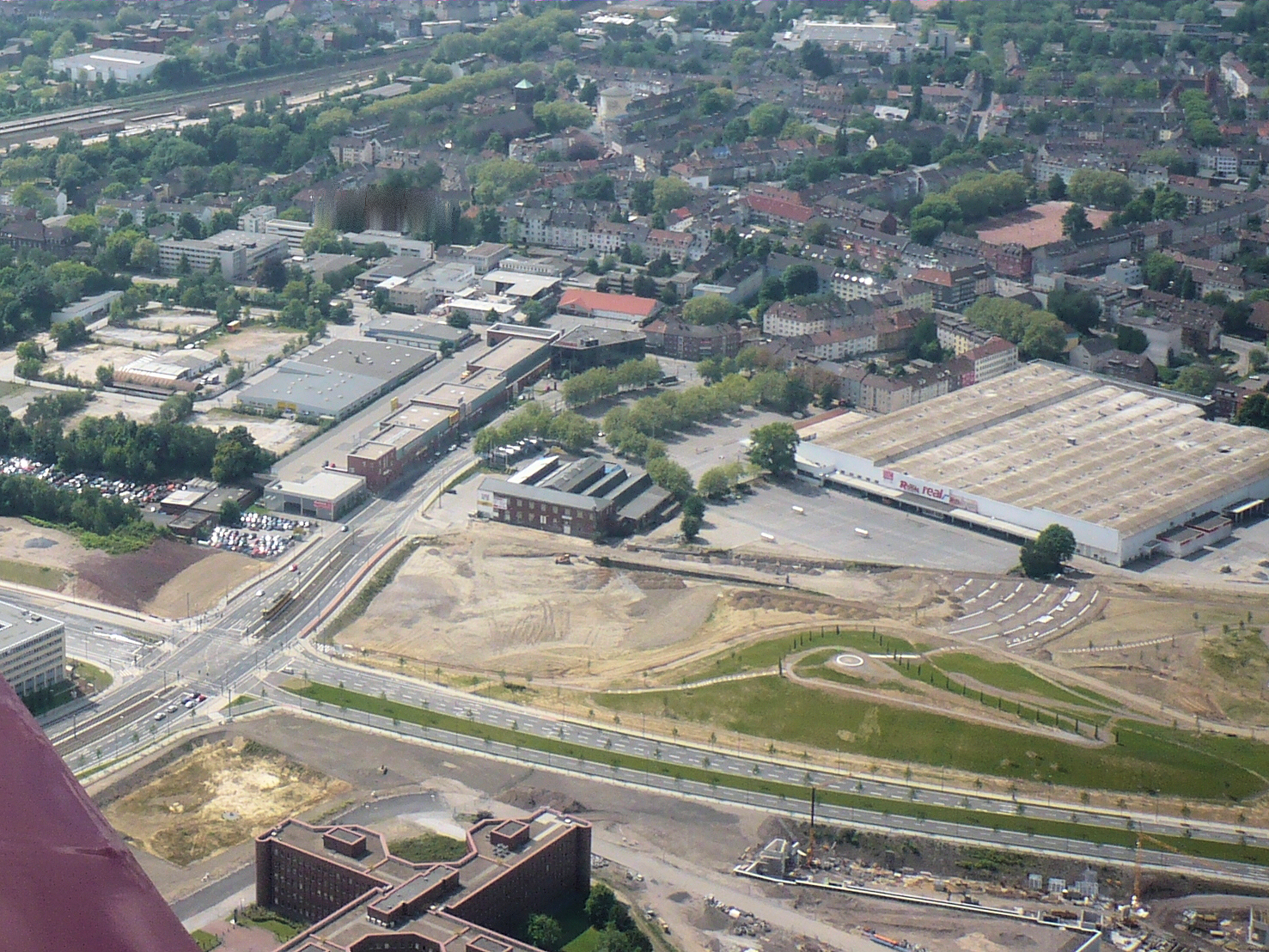
Luftbild des ersten Teilstücks mit Kreuzung zur Altendorfer Straße, Teil des Krupp-Parks im Bau erkennbar, Mai 2009

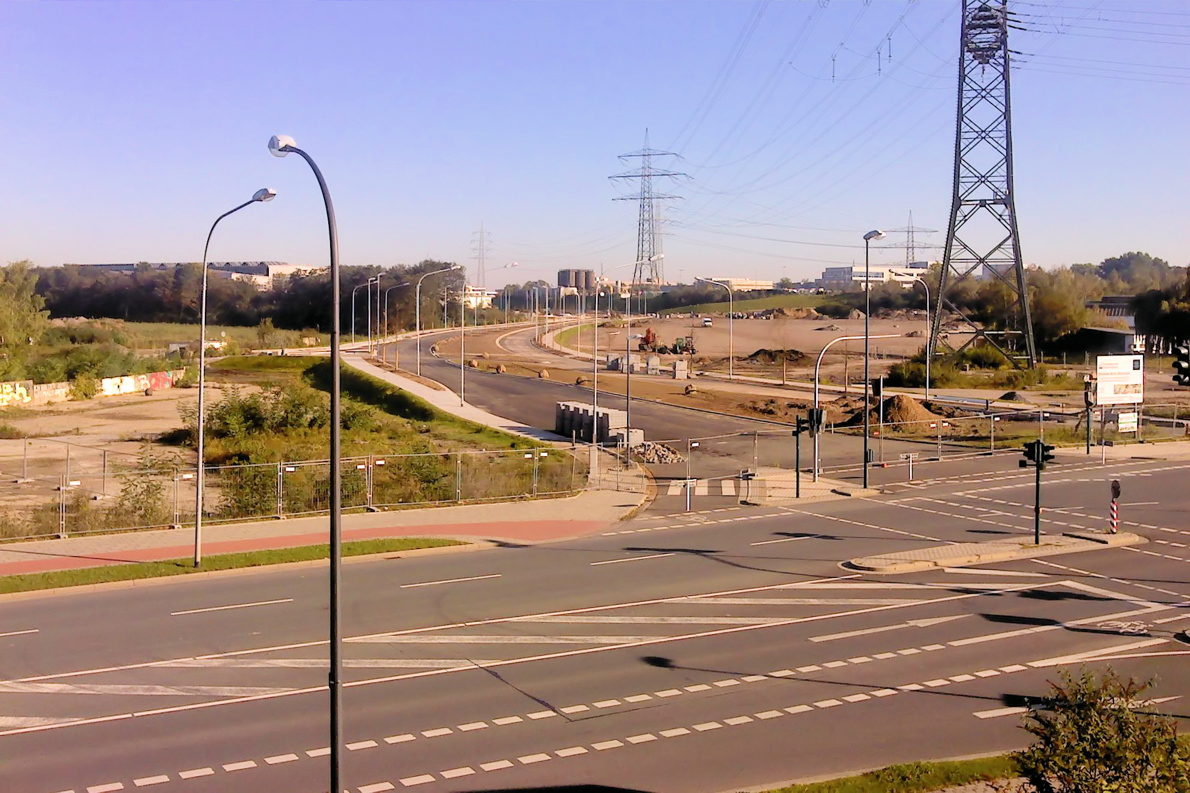
Drittes Teilstück im Oktober 2011, im Vordergrund die Kreuzung mit der Pferdebahnstraße

Der Berthold-Beitz-Boulevard ist die derzeit in Teilen errichtete, insgesamt etwa drei Kilometer lange Hauptstraße, die den Krupp-Gürtel im Essener Westviertel in Nord-Süd-Richtung teilt, und von der Stadt Essen gebaut wird. Der Boulevard kann als Erweiterung des Innenstadtrings gesehen werden und wird vierstreifig, mit gemeinsamem Fuß- und Radweg ausgebaut. Teils sind eigene Gleiskörper für die Straßenbahnlinie 109 der Ruhrbahn vorhanden.
Der Straßenzug ist noch zu dessen Lebzeiten nach dem ehemaligen Generalbevollmächtigten von Alfried Krupp von Bohlen und Halbach und Vorsitzenden des Kuratoriums der Alfried Krupp von Bohlen und Halbach-Stiftung sowie Ehrenvorsitzenden des Aufsichtsrats der ThyssenKrupp AG, Berthold Beitz, benannt worden. Für die Namensgebung wurden Richtlinien der Stadt Essen und des Landes Nordrhein-Westfalen außer Kraft gesetzt, die eine Benennung öffentlicher Straßen und Plätze nach lebenden Persönlichkeiten ausschließen. Der Namensgeber ist am 30. Juli 2013 verstorben.

## Erster Bauabschnitt

### Erstes Teilstück
Der erste Spatenstich des etwa 700 Meter langen Teilstücks des Berthold-Beitz-Boulevards zwischen der Pferdebahnstraße und der Altendorfer Straße fand am 4. April 2007 in Anwesenheit von 140 geladenen Gästen statt. Daraufhin erfolgte am 15. Mai 2007 die offizielle Namensgebung zum Berthold-Beitz-Boulevard. Dieses erste nun von Bäumen gesäumte Teilstück des Berthold-Beitz-Boulevards wurde im Beisein von Berthold Beitz, vom damaligen Landesminister für Bauen und Verkehr, Lutz Lienenkämper, und dem damaligen Oberbürgermeister Wolfgang Reiniger am 24. April 2009 eröffnet. Dieser Bauabschnitt kostete rund 38 Millionen Euro, von denen 26,35 Millionen das Land Nordrhein-Westfalen übernahm.
Parallel zur Pferdebahnstraße lag eine Eisenbahnbrücke, die Teil eines Teilstücks der ehemaligen Bahnstrecke Osterath–Dortmund Süd der Rheinischen Eisenbahn-Gesellschaft war. 2010 wurde auf der Bahntrasse das Teilstück des Radschnellweges Ruhr (RS1) eröffnet. Die alte Eisenbahnbrücke war bereits vorher entfernt worden, so dass die Radfahrer und Fußgänger mithilfe einer Ampelanlage den neuen Berthold-Beitz-Boulevard queren mussten. Im Februar 2020 begannen die Arbeiten an einer neuen Brücke, die die Unterbrechung des Radschnellweges schließt. Diese Stahlbrücke hat eine Länge von 82 Metern und eine Breite von sechs Metern.

### Zweites Teilstück
Das rund 600 Meter lange, zweite Teilstück zwischen Altendorfer Straße und Frohnhauser Straße ist am 16. Oktober 2009 dem Verkehr übergeben worden. Es kostete bei einer Bauzeit von etwa 18 Monaten rund 3,5 Millionen Euro. In der Mitte der vier Fahrspuren ist die Trasse für die Straßenbahnlinie 109 vorbereitet worden. Ihr Ausbau kostete noch einmal rund 11 Millionen Euro. Das Land Nordrhein-Westfalen übernahm neun Millionen Euro der Baukosten, den Rest teilten sich die Stadt und der Verkehrsverbund Rhein-Ruhr.
Am 14. Februar 2011 wurde das insgesamt 1,6 Kilometer lange Gleisstück vom Verkehrsministerium in Düsseldorf bewilligt. Die Trasse beginnt an der Altendorfer Straße, führt im eigenen Gleisbett über den Berthold-Beitz-Boulevard, wo sie im Süden mit der neuen Haltestelle Frohnhauser Straße in diese mündet. Dort führt sie im fließenden Verkehr bis zur Martin-Luther-Straße, wo sie auf die bisherige Trasse übergeht. Der Baubeginn war laut Ratsbeschluss (1955/2010/6A) zunächst für Herbst 2012 terminiert. Der erste Spatenstich zur Fertigstellung der Straßenbahntrasse erfolgte im Beisein von Oberbürgermeister Reinhard Paß am 17. Februar 2014. Die Gesamtkosten des insgesamt 1,3 Kilometer langen Gleisstückes mit dem vierspurigen Ausbau der Frohnhauser Straße in diesem Bereich beliefen sich auf rund 14 Millionen Euro. Mit der neuen, kürzeren Linienführung, die am 20. Oktober 2014 ihren planmäßigen Betrieb aufnahm, meidet die Linie 109 die stark frequentierte Kreuzung Altendorfer Straße/Helenenstraße, an der bereits weitere vier Straßenbahnlinien verkehren. Mit dem Teilstück über den Boulevard ist erstmals nach Ende des Zweiten Weltkrieges und nach mehreren Stilllegungen in den 1960er und 1970er Jahren wieder eine Straßenbahntrasse in Essen gebaut worden.
| Linie | Verlauf | Takt (Mo–Fr) |
| ----- | --- | ------------ |
| 109   | Frohnhausen Breilsort – Alfred-Krupp-Schule – Berthold-Beitz-Boulevard – U Berliner Platz – U Rheinischer Platz – U Rathaus Essen – Hollestraße – Huttrop – Steele | 10 min       |

### Drittes Teilstück
Mit den Arbeiten am 750 Meter langen, vierspurigen Teilstück zwischen Pferdebahnstraße und Bottroper Straße wurde am 6. Dezember 2010 begonnen. Die offizielle Eröffnung fand am 15. Dezember 2011 statt, so dass seitdem die beiden Stadtteile Nordviertel und Westviertel miteinander verbunden sind. Ein Großteil dieser Trasse führt östlich der ehemaligen Lokomotiv- und Waggonbaufabrik Krupp über Thyssen-Krupp-Gelände und trifft an der Bottroper Straße auf die Kreuzung Bottroper Straße/Berthold-Beitz-Boulevard/Bamlerstraße, welche einen Tag später dem Verkehr übergeben wurde. Die Kosten für dieses Teilstück des Berthold-Beitz-Boulevards betrugen rund sieben Millionen Euro und wurden mit Mitteln der Stadt Essen und des Landes Nordrhein-Westfalen finanziert.

## Zweiter Bauabschnitt
Dieser sieht den Aus- und Umbau der Kreuzung Berthold-Beitz-Boulevard/Gladbecker Straße im Nordosten sowie den vierspurigen Ausbau des Berthold-Beitz-Boulevards (ehemals hier Bamlerstraße genannt) zwischen Bottroper Straße und Feilenstraße/Kleine Hammerstraße vor. Dazu war am 23. Januar 2013 vom Hauptausschuss der Stadt Essen einstimmig entschieden worden, dass die 1927 so benannte Bamlerstraße, zwischen Bottroper Straße und Gladbecker Straße, am 16. April 2013 in „Berthold-Beitz-Boulevard“ umbenannt wird. So hat nur noch die nördlich in den Gewerbepark M1 abgehende Stichstraße den Namen „Bamlerstraße“ behalten, benannt nach dem Meteorologen und Freiballonfahrer Karl Bernhard Bamler.

### Teil 1
Der erste Teil des zweiten Bauabschnitts, also der Umbau des Knotenpunkts Gladbecker Straße/Berthold-Beitz-Boulevard wird nach dem zweiten Teil stattfinden. Am 21. Juni 2023 stimmte der Rat der Stadt Essen für den Umbau der Kreuzung Gladbecker Straße/Berthold-Beitz-Boulevard, für den Kosten in Höhe von 3,3 Millionen Euro kalkuliert wurden. Die Baumaßnahmen sollen im Frühjahr 2024 beginnen. Zu den baulichen Veränderungen zählen neue bzw. erweiterte Abbiegespuren aus beiden Richtungen von der Gladbecker Straße in den Berthold-Beitz-Boulevard.

### Teil 2
Der zweite Teil des zweiten Bauabschnitts sieht den vierspurigen Ausbau des 420 Meter langen Teilstücks zwischen der Bottroper- und der Feilenstraße vor. Die Vorarbeiten dafür begannen im Februar 2020 mit der Fällung von 17 Bäumen, die an anderer Stelle nachgepflanzt wurden. Mitte 2020 folgte der Abriss der ehemaligen Eisenbahnstahlbrücke, die noch über den Berthold-Beitz-Boulevard führte. Damit entfielen Durchfahrtsbeschränkungen für den Schwerlastverkehr. Nach erfolgtem Ausbau wird hier eine neue und längere Fuß- und Radwegbrücke errichtet. Weitere Arbeiten für den vierspurigen Ausbau zwischen der Bottroper- und der Feilenstraße begannen im Januar 2022 und werden voraussichtlich 18 Monate dauern. In diesem Zuge werden in diesem Bereich neue Fuß- und Radwege angelegt, Ampelanlagen neu installiert und die Bushaltestelle Zangenstraße barrierefrei umgebaut. Die Kosten dieser Baumaßnahme belaufen sich auf 6 Millionen Euro.

## Dritter Bauabschnitt

### Teil 1
Im ersten Schritt des in drei Schritte unterteilten dritten Bauabschnitts ist der Straßenneubau von der Frohnhauser Straße bis zur Hans-Böckler-Straße inklusive Umbau der Kreuzung Hans-Böckler-Straße/Hachestraße mit einem Unterführungsbauwerk für die Straßenbahn vorgesehen. Dazu gehört auch die Errichtung der zwei neuen Straßenbahnhaltestellen Westendhof westlich nahe der Einmündung der Westendhofstraße und Schwanenkampbrücke westlich der Kreuzung mit der Hans-Böckler-Straße. Veranschlagt wurden dafür voraussichtliche Baukosten in Höhe von 27 Millionen Euro mit einem städtischen Eigenanteil von rund 12,9 Millionen Euro. Für die neue Verkehrsführung von der Kreuzung Frohnhauser Straße in südlicher Richtung bis zur Eisenbahntrasse entschied sich die Stadt Essen am 19. Februar 2020 zum Abriss eines kleinen Bürogebäudes, eines alten Bunkers und einer ehemaligen Holzlagerhalle. Die Kosten dafür wurden mit 750.000 Euro angegeben, von denen die Stadt 262.500 Euro selbst trug.

### Teil 2
Im zweiten Schritt des dritten Bauabschnitts wird die bestehende Schwanenkampbrücke über die Eisenbahnstrecke abgerissen und durch einen Neubau mit zusätzlichen Fahrspuren und neuen Fahrradstreifen ersetzt. Der Brückenneubau ist mit 17,4 Millionen Euro veranschlagt. Der Baubeginn ist für 2027 geplant, die Fertigstellung für 2029.

### Teil 3
Im dritten Schritt des dritten Bauabschnitt sehen Pläne den vierspurigen Ausbau des Berthold-Beitz-Boulevards samt zweigleisiger Straßenbahntrasse in seiner Mitte vor. Dieser Abschnitt führt von der Frohnhauser Straße nördlich der Haupteisenbahnstrecke weiter zur Hans-Böckler-Straße (Bundesstraße 224) die Hachestraße anschließend. Zudem findet in diesem Zusammenhang zwischen 2027 und 2029 der Umbau der Friedrichstraße zwischen Schwanenkampbrücke und Kaupenstraße und damit die Erweiterung auf bis zu sieben Fahrstreifen und die Ergänzung von Radwegen statt. Allein dafür sind Kosten in Höhe von 8,6 Millionen Euro angesetzt. Die Errichtung einer weiteren neuen Straßenbahnhaltestelle westlich der Hindenburgstraße mit dem Namen Hindenburgstraße ist geplant. Weiter über den Vorplatz des Hauptbahnhofs wird schließlich auch die Hollestraße bis zur Steeler Straße mit in das Bauprojekt einbezogen, um dort den Hauptbahnhof mit der so genannten CITYBAHN oberirdisch wieder ans Straßenbahnnetz anzuschließen. Beim Bau der U-Stadtbahn in den 1970er Jahren wurde dort die Straßenbahn oberirdisch aufgegeben. Heute sollen die damals errichteten Tunnelstrecken entlastet werden. Die heutigen Planungen werden von der Stadtverwaltung und der Ruhrbahn durchgeführt. Für die Beauftragung von Planungs- und Bauvorbereitungsleistungen für den dritten Bauabschnitt inklusive Bahnhofstangente (Hache- und Hollestraße) wurden vom Stadtrat zusammen rund fünf Millionen Euro veranschlagt. Der Planfeststellungsbeschluss der insgesamt 2,3 Kilometern Strecke von Beginn der geplanten Straßenbahnunterführung in Höhe der Hans-Böckler-Straße bis unmittelbar vor dem Abzweig zum Betriebshof an der Goldschmidtstraße wurde auf Antrag der Ruhrbahn im August 2023 von der Bezirksregierung Düsseldorf gefasst.
Die Gesamtkosten des kompletten dritten Bauabschnitts zusammen mit der Bahnhofstangente werden von der Stadt und der Ruhrbahn auf rund 89 Millionen Euro geschätzt. Bund und Land werden mit Fördergeldern unterstützen.

## Vierter Bauabschnitt
Dieser sieht eine oberirdische Führung der Straßenbahntrasse von der Frohnhauser Straße bis zur Hans-Böckler-Straße und weiter über die Hachestraße und den Essener Hauptbahnhof bis hin zur Steeler Straße vor.